# مارسيلينو نيكولاس لوبيز
مارسيلينو نيكولاس لوبيز (بالإسبانية: Marcelino Nicolás López)‏ مواليد 6 مايو 1986 في بوينس آيرس، الأرجنتين، هو ملاكم محترف أرجنتيني يصنف ضمن فئة الوزن الخفيف.

## المسيرة الاحترافية
من نزالاته:
- انتصر على ديفيد روديلا بالضربة القاضية (03-10-2015).

## إحصائيات
خاض خلال مسيرته 34 نزالا، فاز في 32 وتعادل في 1 وخسر في 1. فاز بالضربة القاضية في 17 نزالا.

## روابط خارجية
- مارسيلينو نيكولاس لوبيز على موقع بوكس ريك (الإنجليزية) (registration required)